# ブレイヴ・ニュー・ワールド (スティクスのアルバム)
『ブレイヴ・ニュー・ワールド』（Brave New World）は、アメリカ合衆国のロック・バンド、スティクスが1999年に発表した13作目のスタジオ・アルバム。

## 背景
1996年のリユニオン・ツアーでジョン・パノッツォの代役ドラマーを務めたトッド・ズッカーマンが、引き続き全面参加した。オリジナル・メンバーのデニス・デ・ヤングは、健康上の問題から本作に伴うツアーを拒否するが、バンド側はローレンス・ガーワンを代役に立てて活動を継続し、後にデ・ヤングがバンド名の使用権を巡ってバンド側を訴える事態へ発展していく。

## 反響・評価
セールス的には大きな成功に至らず、アメリカの『ビルボード』では1999年7月17日付のBillboard 200で175位となるが、翌週にはチャート圏外に落ちた。
Stephen Thomas Erlewineはオールミュージックにおいて5点満点中2点を付け「曲のテーマは興味深く、スティクスは各々の曲に違った感触を与えているが、楽曲を印象付けるフックやメロディに欠けている」と評している。『CDジャーナル』のミニ・レビューでは「ツボを押さえたスケールの大きなポップスは健在」と評されている。

## 収録曲
特記なき楽曲はデニス・デ・ヤング作。
1. アイ・ウィル・ビー・ユア・ウィットネス - "I Will Be Your Witness" (Tommy Shaw, Jack Blades) - 4:30
2. ブレイヴ・ニュー・ワールド - "Brave New World" (T. Shaw) - 5:14
3. ホワイル・ゼアズ・スティル・タイム - "While There's Still Time" - 3:53
4. ナンバー・ワン - "Number One" (T. Shaw) - 4:33
5. ベスト・ニュー・フェイス - "Best New Face" (T. Shaw, J. Blades) - 3:36
6. ホワット・ハヴ・ゼイ・ダン・トゥ・ユー - "What Have They Done to You" (T. Shaw, James Young) - 4:33
7. フォーリン・エンジェル - "Fallen Angel" - 4:49
8. エヴリシング・イズ・クール - "Everything Is Cool" (T. Shaw) - 5:19
9. グレイト・エクスペクテイションズ - "Great Expectations" - 4:44
10. ヘヴィ・ウォーター - "Heavy Water" (T. Shaw, J. Young) - 4:29
11. ハイ・クライムス・アンド・ミスデメナーズ（ヒップ・ホップ・クラシー） - "High Crimes & Misdemeanors (Hip Hop-Cracy)" - 3:26
12. ジャスト・フェル・イン - "Just Fell In" (T. Shaw, J. Young) - 3:25
13. グッバイ・ローズランド - "Goodbye Roseland" - 3:48
14. ブレイヴ・ニュー・ワールド（リプライズ） - "Brave New World (Reprise)" (T. Shaw) - 3:32

## 参加ミュージシャン
- デニス・デ・ヤング - キーボード、ボーカル
- トミー・ショウ - エレクトリック・ギター、アコースティック・ギター、キーボード、ボーカル
- ジェイムズ・ヤング - ギター、ボーカル
- チャック・パノッツォ - ベース
- トッド・ズッカーマン - ドラムス、パーカッション

アディショナル・ミュージシャン
- ジェリー・グッドマン - ヴァイオリン (on #6)
- デヴィッド・キャンベル - ストリングス・アレンジ、指揮 (on #1)
- エド・トッシング - ストリングス・アレンジ、指揮 (on #4, #7, #13)
- C.J.ヴァンストン - ホーン・アレンジ、指揮